# Kosmos 2343
Kosmos 2343, ruski izviđački satelit iz programa Kosmos. Bio je šesti iz šeste generacije fotoizviđačkih satelita.
Vrste je Orljec (Don br. 8L; Kubanj).
Lansiran je 15. svibnja 1997. godine u 12:10 s kozmodroma Bajkonura u Rusiji. Lansiran je u nisku orbitu oko planeta Zemlje raketom nosačem Sojuz-U 11A511U. Orbita mu je bila 214 km u perigeju i 327 km u apogeju. Orbitna inklinacija mu je bila 62,86°. Spacetrackov kataloški broj je 24805. COSPARova oznaka je 1997-024-A. Zemlju je obilazio u 89,92 minute. Pri lansiranju bio je mase kg. 
Deorbitirao je 18. rujna 1997. godine. Iz te misije još jedan je objekt bio u orbiti, koji se vratio u atmosferu 20. svibnja 1997. 

## Vanjske poveznice
- N2YO.com Search Satellite Database
- Celes Trak SATCAT Format Documentation (engl.)
- Kunstman  Arhivirana inačica izvorne stranice od 12. kolovoza 2019. (Wayback Machine) Satellites in Orbit (engl.)